# Tierra brava (programa de televisión chileno)
Tierra brava, con su lema «Cosechas lo que siembras», fue un reality show chileno transmitido por Canal 13 y coproducido por el canal peruano Latina Televisión.
16 participantes famosos y desconocidos (ocho hombres y ocho mujeres) inicialmente entraron a la producción, quedando aislados en un recinto en la Mamacona, ubicado al sur de Lima, Perú. La premisa del concurso consiste en que los participantes estarán divididos en dos grupos, unos viviendo "la vida moderna" y otros "la vida rústica". Los dos mundos presentes en la vivienda fueron separados por un muro, permitiendo que ambos grupos puedan observar las acciones del otro; la interacción directa entre los dos grupos de participantes se da en el patio. Los participantes de los dos grupos existentes compiten cada semana en diversas pruebas físicas para determinar qué grupo vivirá en qué lado de la casa estudio bipolar, y determinar cuál será el participante eliminado de la competencia.
El ingreso de los participantes al concurso fue el 17 de septiembre de 2023 y el programa se estrenó dos semanas después, el 1 de octubre de 2023. Las grabaciones del programa finalizaron el 21 de diciembre de 2023. La final en vivo se realizó cuatro meses después, siendo transmitida el 21 de abril de 2024. Los participantes deben competir en desafíos que ponen a prueba sus propias habilidades y su compatibilidad como un equipo. Divididos en dos equipos, los integrantes del reality se enfrentarán a adrenalínicas pruebas en las que cada acción tendrá sus consecuencias. Semana a semana las competencias por equipo definirán quiénes disfrutarán de las comodidades y quiénes deberán padecer un período en condiciones inhóspitas.

## Producción
Luego de casi diez años desde su última producción estilo reality show, Generaciones cruzadas, y tras el regreso del formato a la televisión chilena con el estreno de Gran hermano en Chilevisión, Canal 13 anunció la producción de un nuevo reality. Días después del anuncio se confirmó a Sergio Lagos, célebre animador de este tipo de formato, como presentador del reality. El 28 de agosto fue anunciada la participación de Karla Constant como coanimadora del show.
El reality es coproducido por Latina Televisión y Cooking Media, y sigue la senda de Canal 13 en el género televisivo, en el que un grupo de famosos chilenos y extranjeros deberá convivir durante algunos meses trabajando el campo y aislados del mundo exterior, donde, a través de la competencia y de sus propias estrategias y decisiones, se definirá quiénes disfrutarán de las comodidades y quiénes deberán padecer un período en condiciones inhóspitas. El productor ejecutivo del programa es Ignacio Corvalán, quien tiene 27 años de trayectoria televisiva, en los que ha creado, desarrollado y producido numerosos formatos de reality shows en Chile y el extranjero. Entre ellos están Pareja perfecta y 40 ó 20, de Canal 13; y Amor a prueba, ¿Volverías con tu ex?, Doble tentación y Resistiré, de Mega.
El programa se estrenó el 1 de octubre de 2023 por Canal 13. El centro de operaciones del programa está a cuatro horas de vuelo de Santiago y, como estrategia, Canal 13 no reveló el lugar para mantener el carácter de aislados. Para realizar el programa el director se inspiró en diversos reality shows y películas, entre ellos La granja y Mundos opuestos.

### Casting
El casting para definir a los dieciséis integrantes de la experiencia comenzó a fines de julio. Los concursantes están divididos en un grupo de personajes conocidos y otro de anónimos. El 1 de agosto de 2023 fueron anunciados posibles nombres para el reality, por parte del periodista de farándula Luis Sandoval: la presentadora de televisión Paulina Nin de Cardona, el comentarista deportivo Mauricio Israel, y las actrices Berta Lasala y Antonella Ríos. Por su parte, el 7 de agosto el transformista Botota Fox reveló que entraría al reality, junto a la presentadora de televisión Pamela Díaz. El 9 de agosto, se anunció al chico reality Sebastián Ramírez, el periodista Sergio Rojas y la chica reality Oriana Marzoli, como posibles participantes. Por su parte, el 20 de agosto la exalcaldesa de Maipú, Cathy Barriga, confirmó que estaba negociando para entrar al encierro. En la misma línea, el ex chico reality, José Luis "Joche" Bibbó, anunció que estaba en conversaciones con la producción del programa para ingresar al encierro.
El 21 de agosto se confirmó la participación de José Miguel "Botota" Navarrete. Sin embargo, después su presencia en el elenco inicial del programa fue cancelada. Por su parte, el 25 de agosto Oriana Marzoli afirmó que finalmente no sería parte del reality. El mismo día, el medio digital Fotech anunció que la influencer chilena y expareja del chico reality Sebastián Ramírez, Camila Campos, sería parte del show televisivo. El 28 de agosto, Canal 13 confirmó oficialmente al primer participante del programa de televisión: José Luis "Junior Playboy" Concha, exparticipante de 40 ó 20, Pareja perfecta y Amor a prueba. El 30 de agosto, se confirmó la participación de la presentadora de televisión y ex animadora del Festival Internacional de la Canción de Viña del Mar, Eva Gómez.
El domingo 3 de septiembre, durante la transmisión del programa de Canal 13, Socios de la parrilla, Pamela Díaz confirmó su participación en el programa de telerrealidad. De esta forma, este reality se transforma en la cuarta instancia en la que Díaz participa en un programa de este formato, luego de haber sido parte de La granja VIP, 1910 y Pareja perfecta. El miércoles 6 de septiembre, se confirmó la participación de Jhonatan Mujica, modelo de Dolce & Gabbana y otras reconocidas marcas internacionales. El viernes 8 de septiembre, se anunció la presencia de Valentina Torres, popularmente conocida como "La Guarén", influencer y amiga de Francisca Maira, participante de Gran hermano.
El martes 12 de septiembre, se confirmó la participación de Azzartt Maveth, conocida como "La tía de la micro" por trabajar como conductora de Red. Por su parte, el miércoles 13 de septiembre se anunció la participación de Uriel Romero Rojas, más conocido como "El Futuro Fuera de Órbita", cantante dominicano de música urbana. El miércoles 20 de septiembre, se confirmó a Miguelito ―actor y humorista peruano radicado en Chile―como participante del show televisivo. El jueves 21 de septiembre se anunció la participación de Shirley Arica, modelo, influencer y personalidad televisiva peruana, conocida por participar en el reality show Los 50. El viernes 22 de septiembre, se confirmó la participación de Camila Arismendi, doble oficial de Cecilia, y Fabio Agostini, chico reality español.
Por su parte, el lunes 25 de septiembre se anunció la participación del tiktoker y psicólogo clínico, Simón de la Costa. Finalmente, el martes 26 de septiembre se confirmó a Luis Mateucci, exparticipante de ¿Volverías con tu ex? y Doble tentación, como concursante del programa.
El día miércoles 27 de septiembre se hizo saber la participación de tres participantes que ingresarán con posterioridad al inicio del programa. En primer lugar, José Miguel "Botota" Navarrete, reconocido transformista cuyo nombre ya había sido especulado por los medios de comunicación. En segundo lugar, Nicolás Solabarrieta, exfutbolista y conocido por ser hijo del comentarista deportivo Fernando Solabarrieta y la presentadora de televisión Ivette Vergara. Por último, también se anunció la participación de Maximiliano Cabezón, chef e influencer conocido por haber sido obtenido el segundo lugar de MasterChef Chile en su segunda temporada.
El día sábado 7 octubre se anunció el ingreso de dos nuevos participantes: Nicole Block, actriz de televisión; y, Arturo Longton, exparticipante de diversos reality show, a saber: La granja, Expedición Robinson: La isla VIP, 1810 y Mundos opuestos 2. Días después, el 18 de octubre de 2023, se confirmó la participación de Angélica Sepúlveda, figura de reality shows que formó parte de formatos similares, entre los que se encuentran: Granjeras, 1810, Mundos opuestos, Amazonas y ¿Volverías con tu ex?.El 26 de octubre, se anunció el ingreso de Daniela Aránguiz, mediática y personalidad televisiva chilena, conocida por ser la exesposa de Mago Valdivia.Por su parte, el 16 de noviembre se confirmó el ingreso de Francisca Undurraga, modelo y chica reality, conocida por haber participado en Doble tentación y Resistiré.El último nuevo ingreso del programa fue confirmado el 24 de enero de 2024, con Gabrieli Moreira, modelo y expareja de Fabio Agostini.

### Promoción
El primer spot que salió al aire se estrenó el lunes 7 de agosto de 2023, en el que se podía apreciar a diversas personas en una granja, cuestión que hizo recordar a los televidentes el antiguo reality show producido por el mismo canal en el año 2005, denominado La granja. El segundo spot se estrenó el 12 de agosto de 2023, el que hizo alusión a las competencias que el reality tendrá.

### Reglas
Las diferentes reglas del programa son las siguientes:
- Competencia por equipos: Los participantes se dividen en equipos al comienzo del programa. Estos equipos compiten en varias pruebas y desafíos a lo largo del show. Al final de cada competencia, el equipo ganador tiene el privilegio de habitar el sector moderno de la casa-hacienda, mientras que el equipo perdedor debe usar el ala rústica. El capitán del equipo perdedor debe elegir a un nominado de su equipo, quien será el primer nominado para la eliminación.
- Competencia individual: En esta etapa, los miembros del equipo perdedor compiten nuevamente. El participante que tenga peor rendimiento en esta prueba se convierte en el segundo nominado.
- Cara a cara: Durante la etapa de enfrentamiento cara a cara, cualquier participante, independientemente de si pertenece al equipo ganador o perdedor, puede votar por otro integrante del encierro para ser nominado.
- Prueba de salvación: Luego de la nominación de tres participantes, se lleva a cabo la prueba de salvación en la que los nominados compiten en una competencia. El ganador de esta prueba se salva de abandonar el reality show.
- Duelo de eliminación: La prueba de eliminación es una competencia final entre los dos nominados. Se lleva a cabo en una zona especialmente acondicionada para este propósito. El participante que gane esta prueba continúa en la competencia, mientras que el perdedor debe abandonar el programa.

### Conductores y emisiones
Las tradicionales instancias de Tierra brava, en donde se conoce quién está nominado y quién es eliminado, entre otras cosas, son conducidas por Karla Constant y Sergio Lagos. Además, el programa contó con un anfitrión de la casa-hacienda, José Gutiérrez, veterinario y exparticipante del reality show Pareja perfecta, quien es el encargado de enseñar a los participantes diversas labores del campo.Asimismo, el actor Matías Vega estuvo encargado de realizar actividades de entretención a los participantes.

## Participantes
A continuación se encuentra una tabla, la cual indica la lista de participantes del programa y la instancia que lograron alcanzar durante el desarrollo del programa.
| Nombre | Nombre                                                   | Nombre | Nombre                               | Nombre                                                        | Nombre                                     | Edad                                   | Resultado final                       | Resultado anterior | Nom.     | Tiempo               | Ref.              | Notas   |
| ------ | -------------------------------------------------------- | ------ | ------------------------------------ | ------------------------------------------------------------- | ------------------------------------------ | -------------------------------------- | ------------------------------------- | ------------------ | -------- | -------------------- | ----------------- | ------- |
|        |                                                          |        |                                      |                                                               | Fabio Agostini Modelo y personalidad de TV | 33                                     | Ganador                               |                    | 4        | 203 días             | [ 47 ]            |         |
|        |                                                          |        |                                      | Luis Mateucci Modelo y personalidad de TV                     | 35                                         | 2.º Lugar                              | 4                                     | 203 días           |          |                      | [ 47 ]            |         |
|        |                                                          |        |                                      | Nicolás Solabarrieta Exfutbolista e ingeniero comercial       | 27                                         | Semifinalista eliminado                | 4                                     | 143 días           | [ 48 ]   | [ n 1 ]              |                   |         |
|        |                                                          |        |                                      | Shirley Arica Modelo y personalidad televisiva                | 34                                         | Semifinalista eliminada                | 6.ª eliminada en duelo de agilidad    | 7                  | 165 días | [ 49 ] [ 50 ]        | [ n 2 ]           |         |
|        |                                                          |        |                                      | Gabrieli Moreira Modelo y entrenadora                         | 25                                         | 22.ª eliminada en duelo de resistencia |                                       | 2                  | 82 días  | [ 51 ]               | [ n 3 ]           |         |
|        |                                                          |        |                                      | Miguelito Actor y comediante                                  | 37                                         | 21.º eliminado en duelo de destreza    | 3                                     | 193 días           | [ 52 ]   |                      |                   |         |
|        |                                                          |        |                                      | José Miguel «Botota Fox» Navarrete Transformista y comediante | 41                                         | 20.º eliminado en duelo de agilidad    | 4.º eliminado en duelo de resistencia | 2                  | 181 días | [ 53 ]               | [ n 4 ] [ n 5 ]   |         |
|        |                                                          |        |                                      | Pamela Díaz Modelo, empresaria y presentadora de televisión   | 42                                         | 19.ª eliminada en duelo de habilidad   | 9.ª eliminada en duelo de agilidad    | 4                  | 120 días | [ 54 ] [ 55 ] [ 56 ] | [ n 6 ]           |         |
|        |                                                          |        |                                      |                                                               | Alexandra «Chama» Méndez Modelo            | 30                                     | 18.ª eliminada en duelo de fuerza     |                    | 3        | 183 días             | [ 57 ]            | [ n 7 ] |
|        |                                                          |        |                                      | Daniela Aránguiz Mediática. Exesposa de Jorge Valdivia        | 38                                         | 4.º abandono por motivos personales    | 3.er abandono por motivos personales  | 1                  | 93 días  | [ 58 ] [ 55 ] [ 59 ] | [ n 8 ] [ n 9 ]   |         |
|        |                                                          |        |                                      | Arturo Longton Empresario y chico reality                     | 45                                         | 17.º eliminado en duelo de equilibrio  | 10.º eliminado en duelo de fuerza     | 4                  | 145 días | [ 60 ] [ 61 ] [ 62 ] | [ n 10 ] [ n 11 ] |         |
|        |                                                          |        |                                      | Jhonatan Mujica Modelo de alta costura                        | 28                                         | 16.º eliminado en duelo de agilidad    |                                       | 4                  | 172 días | [ 63 ]               |                   |         |
|        |                                                          |        |                                      | Daniela Castro Chef. Ganadora de MasterChef Chile             | 35                                         | 15.ª eliminada en duelo de agilidad    | 1                                     | 170 días           | [ 64 ]   | [ n 7 ]              |                   |         |
|        |                                                          |        |                                      | José Luis «Junior Playboy» Concha Chico reality               | 40                                         | 14.º eliminado en duelo de fuerza      | 4                                     | 162 días           | [ 65 ]   |                      |                   |         |
|        |                                                          |        |                                      | Valentina «Guarén» Torres Influencer y podcaster              | 24                                         | 13.ª eliminada en duelo de habilidad   | 3                                     | 142 días           | [ 66 ]   |                      |                   |         |
|        |                                                          |        |                                      | Uriel «Futuro» Romero Cantante de música urbana               | 27                                         | 12.º eliminado en duelo de agilidad    | 1                                     | 130 días           | [ 67 ]   |                      |                   |         |
|        |                                                          |        |                                      | Francisca Undurraga Modelo y chica reality                    | 36                                         | 11.ª eliminada en duelo de agilidad    | 2                                     | 51 días            | [ 68 ]   | [ n 12 ]             |                   |         |
|        |                                                          |        |                                      | Angélica Sepúlveda Comerciante y chica reality                | 42                                         | 2.º abandono por motivos personales    | 0                                     | 65 días            | [ 69 ]   | [ n 13 ]             |                   |         |
|        |                                                          |        |                                      |                                                               | Nicole Block Actriz e influencer           | 34                                     | 8.ª eliminada en duelo de habilidad   | 2                  | 37 días  | [ 70 ]               | [ n 14 ]          |         |
|        | Maximiliano Cabezón Chef. Subcampeón de MasterChef Chile | 33     | 7.º eliminado en duelo de agilidad   | 2                                                             | 43 días                                    | [ 71 ]                                 | [ n 15 ]                              |                    |          |                      |                   |         |
|        | Camila Arismendi Cantante y doble oficial de Cecilia     | 31     | 5.ª eliminada en duelo de habilidad  | 2                                                             | 45 días                                    | [ 72 ]                                 |                                       |                    |          |                      |                   |         |
|        | Eva Gómez Presentadora de televisión                     | 52     | 1.er abandono por motivos personales | 0                                                             | 38 días                                    | [ 73 ]                                 |                                       |                    |          |                      |                   |         |
|        | Simón de la Costa Psicólogo clínico                      | 26     | 3.er eliminado en duelo de agilidad  | 2                                                             | 23 días                                    | [ 74 ]                                 |                                       |                    |          |                      |                   |         |
|        | Azzartt Maveth Conductora de buses                       | 27     | 2.ª eliminada en duelo de habilidad  | 1                                                             | 12 días                                    | [ 75 ]                                 |                                       |                    |          |                      |                   |         |
|        | Camila «Camilísima» Campos Periodista e influencer       | 34     | 1.ª eliminada en duelo de agilidad   | 1                                                             | 5 días                                     | [ 76 ]                                 |                                       |                    |          |                      |                   |         |

1. ↑  Nicolás ingresa el día 58, como nuevo participante.
2. ↑  Después de haber sido eliminada el día 58, Shirley reingresa el día 94.
3. ↑  Gabrieli ingresa el día 116, como nueva participante.
4. ↑  Botota ingresa el día 8, como nuevo participante.
5. ↑  Después de haber sido eliminado el día 26, Botota reingresa el día 36, en reemplazo de Eva.
6. ↑  Después de haber sido eliminada el día 88, Pamela reingresa el día 155.
7. 1 2  Alexandra y Daniela C. ingresan el día 2, como nuevas participantes.
8. ↑  Daniela A. ingresa el día 75, como nueva participante.
9. ↑  Después de haber haber abandonado el día 53, Daniela A. reingresa el día 144.
10. ↑  Arturo ingresa el día 24, como nuevo participante.
11. ↑  Después de haber sido eliminado el día 80, Arturo reingresa el día 115.
12. ↑  Francisca ingresa el día 65, como nueva participante.
13. ↑  Angélica ingresa el día 45, como nueva participante.
14. ↑  Nicole ingresa el día 36, como nueva participante.
15. ↑  Maximiliano ingresa el día 16, como nuevo participante.

- Semana 1 - 8:

     Participante del equipo Puro Fuego.
     Participante del equipo Pequeños Gigantes.
     Participante no estaba en la competencia.
- Semana 9 - 15:

     Participante del equipo Espartanos.
     Participante del equipo Linterna Verde.
     Participante eliminado en una etapa previa.
- Semana 16 - Final:

     Participante en competencia individual.

#### Mascotas
| Nombre | Nombre | Animal | Edad    | Estado    | Ref.   |
| ------ | ------ | ------ | ------- | --------- | ------ |
|        | Canelo | Perro  | 3 meses | Visitante | [ 77 ] |

## Fases de la competencia

### Equipos
A continuación se encuentra una tabla, la cual indica cómo fueron conformados los equipos:
| Semana:      | 1 - 8                        | 1 - 8                         |                                | 9 - 15                        | 9 - 15 |
| Equipos:     | Puro Fuego                   | Pequeños Gigantes             | Espartanos                     | Linterna Verde                |        |
| Integrantes: | Camila Arismendi             | Azzartt Maveth                | Alexandra Méndez               | Angélica Sepúlveda            |        |
| Integrantes: | Camila Campos                | Fabio Agostini                | Arturo Longton                 | Francisca Undurraga           |        |
| Integrantes: | Eva Gómez                    | Jhonatan Mujica               | Daniela Aránguiz               | Jhonatan Mujica               |        |
| Integrantes: | José Luis Concha             | Miguelito                     | Daniela Castro                 | José Luis Concha              |        |
| Integrantes: | Luis Mateucci                | Pamela Díaz                   | Fabio Agostini                 | Luis Mateucci                 |        |
| Integrantes: | Shirley Arica                | Simón de la Costa             | José Miguel Navarrete          | Uriel Romero                  |        |
| Integrantes: | Uriel Romero                 | Valentina Torres              | Miguelito                      | Valentina Torres              |        |
| Integrantes: | Alexandra Méndez             | Daniela Castro                | Nicolás Solabarrieta           | Shirley Arica                 |        |
| Integrantes: | José Miguel Navarrete        | Maximiliano Cabezón           | Pamela Díaz                    | Gabrieli Moreira              |        |
| Integrantes: | Nicole Block                 | Arturo Longton                |                                | Daniela Aránguiz              |        |
| Integrantes: | Angélica Sepúlveda           | Francisca Undurraga           | Arturo Longton                 |                               |        |
| Integrantes: | Nicolás Solabarrieta         |                               |                                |                               |        |
| Integrantes: | Daniela Aránguiz             |                               |                                |                               |        |
| Capitán:     | Semana 1 - 8 : Luis Mateucci | Semana 1 - 8 : Fabio Agostini | Semana 9 - 15 : Fabio Agostini | Semana 9 - 15 : Luis Mateucci |        |

 Capitán del respectivo equipo.

Notas
1. ↑  Inicialmente, Arturo Longton perteneció al equipo Espartanos. Sin embargo, debido a la diferencia numérica entre ambos equipos, en la semana 14 pasó a pertenecer al equipo Linterna Verde.
2. ↑  Inicialmente, Daniela Aránguiz perteneció al equipo Espartanos. Sin embargo, tras su abandono y posterior reingreso, pasó a pertenecer al equipo Linterna Verde.

### Individuales
A continuación, se encuentra una tabla, la cual indica a los participantes que llegaron a las instancias individuales:
| Semana:      | 16                    |                      | Gran Final     | Gran Final     | Gran Final | Gran Final | Gran Final |
| Instancia:   | Individuales          | Semifinales          |                | Final          |            | Ganador    |            |
| Integrantes: | Fabio Agostini        | Fabio Agostini       | Fabio Agostini | Fabio Agostini |            |            |            |
| Integrantes: | Gabrieli Moreira      | Luis Mateucci        | Luis Mateucci  |                |            |            |            |
| Integrantes: | José Miguel Navarrete | Nicolás Solabarrieta |                |                |            |            |            |
| Integrantes: | Luis Mateucci         | Shirley Arica        |                |                |            |            |            |
| Integrantes: | Miguelito             |                      |                |                |            |            |            |
| Integrantes: | Nicolás Solabarrieta  |                      |                |                |            |            |            |
| Integrantes: | Pamela Díaz           |                      |                |                |            |            |            |
| Integrantes: | Shirley Arica         |                      |                |                |            |            |            |

## Resultados generales
A continuación se encuentra una tabla, la cual indica cómo fue el desarrollo de los participantes a lo largo de la competencia.
|  |             |           |           |            | Fabio     | Gana      | Salvado   | Salvado   | Gana     | Gana      | Salvado  | Salvado   | Salvado   | Salvado   | Gana      | Gana      | Gana      | Salvado   | Nominado  | Gana      | Salvado   | Nominado  | Exento    | Exento    | Finalista | Ganador |  |  |  |  |  |  |  |  |  |  |  |  |  |  |  |  |  |  |  |  |  |  |  |  |  |  |  |  |  |  |  |  |  |  |  |  |  |  |  |  |  |  |  |  |  |  |  |  |  |  |  |  |  |  |  |  |  |  |  |  |  |  |  |  |
|  |             |           |           | Luis       | Salvado   | Gana      | Gana      | Salvado   | Salvado  | Nominado  | Gana     | Gana      | Gana      | Salvado   | Salvado   | Salvado   | Gana      | Gana      | Nominado  | Salvado   | Salvado   | Salvado   | Nominado  | Finalista | Segundo   |         |  |  |  |  |  |  |  |  |  |  |  |  |  |  |  |  |  |  |  |  |  |  |  |  |  |  |  |  |  |  |  |  |  |  |  |  |  |  |  |  |  |  |  |  |  |  |  |  |  |  |  |  |  |  |  |  |  |  |  |  |  |  |  |  |
|  |             |           |           | Nicolás    |           |           |           |           |          |           | Gana     | Gana      | Salvado   | Gana      | Salvado   | Gana      | Nominado  | Nominado  | Gana      | Salvado   | Salvado   | Nominado  | Exento    | Eliminado |           |         |  |  |  |  |  |  |  |  |  |  |  |  |  |  |  |  |  |  |  |  |  |  |  |  |  |  |  |  |  |  |  |  |  |  |  |  |  |  |  |  |  |  |  |  |  |  |  |  |  |  |  |  |  |  |  |  |  |  |  |  |  |  |  |  |
|  |             |           |           | Shirley    | Salvada   | Gana      | Gana      | Salvada   | Nominada | Eliminada |          |           | Gana      | Nominada  | Salvada   | Salvada   | Gana      | Gana      | Nominada  | Nominada  | Exenta    | Exenta    | Exenta    | Eliminada |           |         |  |  |  |  |  |  |  |  |  |  |  |  |  |  |  |  |  |  |  |  |  |  |  |  |  |  |  |  |  |  |  |  |  |  |  |  |  |  |  |  |  |  |  |  |  |  |  |  |  |  |  |  |  |  |  |  |  |  |  |  |  |  |  |  |
|  |             |           |           | Gabrieli   |           |           |           |           |          |           |          |           |           |           | Salvada   | Salvada   | Gana      | Gana      | Nominada  | Salvada   | Salvada   | Salvada   | Eliminada |           |           |         |  |  |  |  |  |  |  |  |  |  |  |  |  |  |  |  |  |  |  |  |  |  |  |  |  |  |  |  |  |  |  |  |  |  |  |  |  |  |  |  |  |  |  |  |  |  |  |  |  |  |  |  |  |  |  |  |  |  |  |  |  |  |  |  |
|  |             |           |           | Miguelito  | Gana      | Salvado   | Salvado   | Gana      | Gana     | Salvado   | Salvado  | Salvado   | Salvado   | Gana      | Gana      | Gana      | Salvado   | Salvado   | Gana      | Salvado   | Salvado   | Eliminado |           |           |           |         |  |  |  |  |  |  |  |  |  |  |  |  |  |  |  |  |  |  |  |  |  |  |  |  |  |  |  |  |  |  |  |  |  |  |  |  |  |  |  |  |  |  |  |  |  |  |  |  |  |  |  |  |  |  |  |  |  |  |  |  |  |  |  |  |
|  |             |           |           | Botota     |           | Gana      | Gana      | Eliminado | Salvado  | Salvado   | Gana     | Gana      | Salvado   | Gana      | Gana      | Gana      | Salvado   | Salvado   | Gana      | Salvado   | Eliminado |           |           |           |           |         |  |  |  |  |  |  |  |  |  |  |  |  |  |  |  |  |  |  |  |  |  |  |  |  |  |  |  |  |  |  |  |  |  |  |  |  |  |  |  |  |  |  |  |  |  |  |  |  |  |  |  |  |  |  |  |  |  |  |  |  |  |  |  |  |
|  |             |           |           | Pamela     | Gana      | Salvada   | Salvada   | Gana      | Gana     | Gana      | Salvada  | Eliminada |           |           |           |           | Salvada   | Salvada   | Gana      | Eliminada |           |           |           |           |           |         |  |  |  |  |  |  |  |  |  |  |  |  |  |  |  |  |  |  |  |  |  |  |  |  |  |  |  |  |  |  |  |  |  |  |  |  |  |  |  |  |  |  |  |  |  |  |  |  |  |  |  |  |  |  |  |  |  |  |  |  |  |  |  |  |
|  |             |           |           |            | Alexandra | Salvada   | Gana      | Gana      | Salvada  | Salvada   | Salvada  | Gana      | Gana      | Salvada   | Salvada   | Gana      | Gana      | Salvada   | Salvada   | Eliminada |           |           |           |           |           |         |  |  |  |  |  |  |  |  |  |  |  |  |  |  |  |  |  |  |  |  |  |  |  |  |  |  |  |  |  |  |  |  |  |  |  |  |  |  |  |  |  |  |  |  |  |  |  |  |  |  |  |  |  |  |  |  |  |  |  |  |  |  |  |  |
|  |             |           |           | Daniela A. |           |           |           |           |          |           |          | Gana      | Salvada   | Gana      | Abandona  |           | Gana      | Gana      | Abandona  |           |           |           |           |           |           |         |  |  |  |  |  |  |  |  |  |  |  |  |  |  |  |  |  |  |  |  |  |  |  |  |  |  |  |  |  |  |  |  |  |  |  |  |  |  |  |  |  |  |  |  |  |  |  |  |  |  |  |  |  |  |  |  |  |  |  |  |  |  |  |  |
|  |             |           |           | Arturo     |           |           |           | Gana      | Gana     | Gana      | Salvado  | Salvado   | Eliminado |           | Gana      | Gana      | Salvado   | Gana      | Eliminado |           |           |           |           |           |           |         |  |  |  |  |  |  |  |  |  |  |  |  |  |  |  |  |  |  |  |  |  |  |  |  |  |  |  |  |  |  |  |  |  |  |  |  |  |  |  |  |  |  |  |  |  |  |  |  |  |  |  |  |  |  |  |  |  |  |  |  |  |  |  |  |
|  |             |           |           | Jhonatan   | Gana      | Salvado   | Nominado  | Gana      | Gana     | Gana      | Salvado  | Salvado   | Gana      | Salvado   | Salvado   | Nominado  | Gana      | Eliminado |           |           |           |           |           |           |           |         |  |  |  |  |  |  |  |  |  |  |  |  |  |  |  |  |  |  |  |  |  |  |  |  |  |  |  |  |  |  |  |  |  |  |  |  |  |  |  |  |  |  |  |  |  |  |  |  |  |  |  |  |  |  |  |  |  |  |  |  |  |  |  |  |
|  |             |           |           | Daniela C. | Gana      | Salvada   | Salvada   | Gana      | Gana     | Gana      | Salvada  | Salvada   | Salvada   | Gana      | Gana      | Gana      | Salvada   | Eliminada |           |           |           |           |           |           |           |         |  |  |  |  |  |  |  |  |  |  |  |  |  |  |  |  |  |  |  |  |  |  |  |  |  |  |  |  |  |  |  |  |  |  |  |  |  |  |  |  |  |  |  |  |  |  |  |  |  |  |  |  |  |  |  |  |  |  |  |  |  |  |  |  |
|  |             |           |           | Junior     | Salvado   | Gana      | Gana      | Salvado   | Salvado  | Salvado   | Gana     | Gana      | Nominado  | Salvado   | Nominado  | Salvado   | Eliminado |           |           |           |           |           |           |           |           |         |  |  |  |  |  |  |  |  |  |  |  |  |  |  |  |  |  |  |  |  |  |  |  |  |  |  |  |  |  |  |  |  |  |  |  |  |  |  |  |  |  |  |  |  |  |  |  |  |  |  |  |  |  |  |  |  |  |  |  |  |  |  |  |  |
|  |             |           |           | Valentina  | Gana      | Salvada   | Salvada   | Nominada  | Gana     | Gana      | Nominada | Salvada   | Gana      | Salvada   | Salvada   | Eliminada |           |           |           |           |           |           |           |           |           |         |  |  |  |  |  |  |  |  |  |  |  |  |  |  |  |  |  |  |  |  |  |  |  |  |  |  |  |  |  |  |  |  |  |  |  |  |  |  |  |  |  |  |  |  |  |  |  |  |  |  |  |  |  |  |  |  |  |  |  |  |  |  |  |  |
|  |             |           |           | Uriel      | Salvado   | Gana      | Gana      | Salvado   | Salvado  | Salvado   | Gana     | Gana      | Gana      | Salvado   | Eliminado |           |           |           |           |           |           |           |           |           |           |         |  |  |  |  |  |  |  |  |  |  |  |  |  |  |  |  |  |  |  |  |  |  |  |  |  |  |  |  |  |  |  |  |  |  |  |  |  |  |  |  |  |  |  |  |  |  |  |  |  |  |  |  |  |  |  |  |  |  |  |  |  |  |  |  |
|  |             |           |           | Francisca  |           |           |           |           |          |           | Salvada  | Nominada  | Gana      | Eliminada |           |           |           |           |           |           |           |           |           |           |           |         |  |  |  |  |  |  |  |  |  |  |  |  |  |  |  |  |  |  |  |  |  |  |  |  |  |  |  |  |  |  |  |  |  |  |  |  |  |  |  |  |  |  |  |  |  |  |  |  |  |  |  |  |  |  |  |  |  |  |  |  |  |  |  |  |
|  |             |           |           | Angélica   |           |           |           |           |          | Salvada   | Gana     | Gana      | Gana      | Abandona  |           |           |           |           |           |           |           |           |           |           |           |         |  |  |  |  |  |  |  |  |  |  |  |  |  |  |  |  |  |  |  |  |  |  |  |  |  |  |  |  |  |  |  |  |  |  |  |  |  |  |  |  |  |  |  |  |  |  |  |  |  |  |  |  |  |  |  |  |  |  |  |  |  |  |  |  |
|  |             |           |           |            | Nicole    |           |           |           |          | Salvada   | Nominada | Eliminada |           |           |           |           |           |           |           |           |           |           |           |           |           |         |  |  |  |  |  |  |  |  |  |  |  |  |  |  |  |  |  |  |  |  |  |  |  |  |  |  |  |  |  |  |  |  |  |  |  |  |  |  |  |  |  |  |  |  |  |  |  |  |  |  |  |  |  |  |  |  |  |  |  |  |  |  |  |  |
|  | Maximiliano |           |           | Salvado    | Salvado   | Gana      | Eliminado |           |          |           |          |           |           |           |           |           |           |           |           |           |           |           |           |           |           |         |  |  |  |  |  |  |  |  |  |  |  |  |  |  |  |  |  |  |  |  |  |  |  |  |  |  |  |  |  |  |  |  |  |  |  |  |  |  |  |  |  |  |  |  |  |  |  |  |  |  |  |  |  |  |  |  |  |  |  |  |  |  |  |  |
|  | Camila      | Nominada  | Gana      | Gana       | Salvada   | Eliminada |           |           |          |           |          |           |           |           |           |           |           |           |           |           |           |           |           |           |           |         |  |  |  |  |  |  |  |  |  |  |  |  |  |  |  |  |  |  |  |  |  |  |  |  |  |  |  |  |  |  |  |  |  |  |  |  |  |  |  |  |  |  |  |  |  |  |  |  |  |  |  |  |  |  |  |  |  |  |  |  |  |  |  |  |
|  | Eva         | Salvada   | Gana      | Gana       | Salvada   | Abandona  |           |           |          |           |          |           |           |           |           |           |           |           |           |           |           |           |           |           |           |         |  |  |  |  |  |  |  |  |  |  |  |  |  |  |  |  |  |  |  |  |  |  |  |  |  |  |  |  |  |  |  |  |  |  |  |  |  |  |  |  |  |  |  |  |  |  |  |  |  |  |  |  |  |  |  |  |  |  |  |  |  |  |  |  |
|  | Simón       | Gana      | Nominado  | Eliminado  |           |           |           |           |          |           |          |           |           |           |           |           |           |           |           |           |           |           |           |           |           |         |  |  |  |  |  |  |  |  |  |  |  |  |  |  |  |  |  |  |  |  |  |  |  |  |  |  |  |  |  |  |  |  |  |  |  |  |  |  |  |  |  |  |  |  |  |  |  |  |  |  |  |  |  |  |  |  |  |  |  |  |  |  |  |  |
|  | Azzartt     | Gana      | Eliminada |            |           |           |           |           |          |           |          |           |           |           |           |           |           |           |           |           |           |           |           |           |           |         |  |  |  |  |  |  |  |  |  |  |  |  |  |  |  |  |  |  |  |  |  |  |  |  |  |  |  |  |  |  |  |  |  |  |  |  |  |  |  |  |  |  |  |  |  |  |  |  |  |  |  |  |  |  |  |  |  |  |  |  |  |  |  |  |
|  | Camilísima  | Eliminada |           |            |           |           |           |           |          |           |          |           |           |           |           |           |           |           |           |           |           |           |           |           |           |         |  |  |  |  |  |  |  |  |  |  |  |  |  |  |  |  |  |  |  |  |  |  |  |  |  |  |  |  |  |  |  |  |  |  |  |  |  |  |  |  |  |  |  |  |  |  |  |  |  |  |  |  |  |  |  |  |  |  |  |  |  |  |  |  |

Etapa 1-2:

     El participante gana junto a su equipo la semana y es salvado.
     El participante pierde junto a su equipo la semana, pero no es nominado.
     El participante pierde junto a su equipo la semana, pero es el ganador de la "Competencia individual", obteniendo beneficios.
     El participante pierde junto a su equipo la semana, y posteriormente es nominado por el capitán de su equipo.
     El participante pierde junto a su equipo la semana, y posteriormente es nominado tras obtener el último lugar en la "Competencia individual".
     El participante es nominado en el «Cara a cara».
     El participante es nominado por transgredir las reglas del programa.
     El participante es nominado, posteriormente se salva al ganar la prueba de salvación y no enfrenta el duelo de eliminación.
     El participante abandona voluntariamente la competencia.
     El participante es nominado, y posteriormente eliminado tras perder el duelo de eliminación.
Etapa 3:

     El participante está exento de participar en el proceso de eliminación por ser semifinalista.
     El participante se salva del proceso de eliminación.
     El participante es nominado y se enfrenta al duelo de eliminación.
     El participante es nominado, y posteriormente eliminado tras perder el duelo de eliminación.
     El participante se convierte en finalista del programa.

## Posiciones en la «Competencia individual»
Cada semana el equipo perdedor se enfrenta en una competencia individual para así conocer al nuevo participante nominado para la eliminación. Además, el ganador de la competencia tendrá el beneficio de habitar la habitación VIP.
| Puro Fuego  | Pequeños Gigantes | Pequeños Gigantes | Puro Fuego  | Puro Fuego | Puro Fuego | Pequeños Gigantes | Pequeños Gigantes | Espartanos | Linterna Verde | Linterna Verde | Linterna Verde | Espartanos | Espartanos | Linterna Verde |            |
| 1.er Lugar: | Uriel             | Miguelito         | Miguelito   | Alexandra  | Alexandra  | Angélica          | Miguelito         | Miguelito  | Fabio          | Luis           | Luis           | Luis       | Fabio      | Fabio          | Gabrieli   |
| 2.do Lugar: | Luis              | Valentina         | Daniela C.  | Uriel      | Luis       | Luis              | Fabio             | Fabio      | Nicolás        | Junior         | Gabrieli       | Shirley    | Botota     | Botota         | Daniela A. |
| 3.er Lugar: | Alexandra         | Daniela C.        | Maximiliano | Junior     | Nicole     | Junior            | Pamela            | Valentina  | Botota         | Jhonatan       | Shirley        | Junior     | Daniela C. | Alexandra      | Luis       |
| 4.to Lugar: | Eva               | Fabio             | Valentina   | Luis       | Junior     | Alexandra         | Daniela C.        | Daniela C. | Daniela A.     | Uriel          | Jhonatan       | Gabrieli   | Alexandra  | Miguelito      |            |
| 5.to Lugar: | Shirley           | Azzartt           | Pamela      | Camila     | Uriel      | Uriel             | Valentina         | Arturo     | Daniela C.     | Angélica       | Valentina      | Jhonatan   | Miguelito  | Pamela         |            |
| 6.to Lugar: | Junior            | Jhonatan          | Simón       | Eva        | Camila     | Botota            |                   | Pamela     | Miguelito      | Valentina      | Junior         |            | Arturo     |                |            |
| 7.mo Lugar: | Camila            | Simón             | Fabio       | Botota     |            | Shirley           | Francisca         |            | Shirley        |                |                |            |            |                |            |
| Notas       | [ n 1 ]           |                   |             |            |            |                   | [ n 2 ]           |            |                |                |                |            |            |                |            |

Notas
1. ↑  Alexandra, Eva y Shirley fueron eliminadas de la competencia al mismo tiempo. Por lo tanto, el orden entre el 3.º y 5.º Lugar se plasma de esa manera solo por orden alfabético.
2. ↑  Jhonatan Mujica no participa en la competencia por motivos médicos.

## Nominaciones del «Cara a cara»
Cada semana se lleva a cabo un concejo de eliminación en donde cualquier participante, independientemente de si pertenece al equipo ganador o perdedor, puede votar por otro integrante del encierro para ser nominado.
| Equipo ganador:      | Pequeños Gigantes      | Puro Fuego              | Puro Fuego           | Pequeños Gigantes        | Pequeños Gigantes     | Pequeños Gigantes       | Pequeños Gigantes         | Puro Fuego            | Puro Fuego            | Linterna Verde        | Espartanos               | Espartanos             | Espartanos          | Linterna Verde        | Linterna Verde         | Linterna Verde      | Espartanos               | Espartanos      | Espartanos              |  |  |  |  |  |  |  |  |  |  |  |  |  |  |  |  |  |  |  |  |  |  |  |  |  |  |  |  |  |  |  |  |  |  |  |  |  |  |  |  |  |  |  |  |  |  |  |  |  |
| Alexandra            | Valentina              | Azzartt                 | Simón                | Valentina                | Pamela                | Luis                    | —                         | Fabio                 | Pamela                | Arturo                | Fabio                    | Jhonatan               | Luis                | Fabio                 | —                      | Fabio               | Gabrieli                 | Gabrieli        | Gabrieli                |  |  |  |  |  |  |  |  |  |  |  |  |  |  |  |  |  |  |  |  |  |  |  |  |  |  |  |  |  |  |  |  |  |  |  |  |  |  |  |  |  |  |  |  |  |  |  |  |  |
| Arturo               |                        |                         |                      | Luis                     | Junior                | —                       | Maximiliano               | Nicole                | Luis                  | Luis                  |                          | Nicolás                | Luis                | Junior                | Jhonatan               | —                   | Alexandra                | Alexandra       | Alexandra               |  |  |  |  |  |  |  |  |  |  |  |  |  |  |  |  |  |  |  |  |  |  |  |  |  |  |  |  |  |  |  |  |  |  |  |  |  |  |  |  |  |  |  |  |  |  |  |  |  |
| Botota               |                        | Azzartt                 | Simón                | Valentina                | Miguelito             | Luis                    | —                         | Pamela                | Pamela                | Arturo                | Uriel                    | Nicolás                | Daniela C.          | Miguelito             | —                      | Fabio               | Gabrieli                 | Gabrieli        | Gabrieli                |  |  |  |  |  |  |  |  |  |  |  |  |  |  |  |  |  |  |  |  |  |  |  |  |  |  |  |  |  |  |  |  |  |  |  |  |  |  |  |  |  |  |  |  |  |  |  |  |  |
| Daniela A.           |                        |                         |                      |                          |                       |                         |                           |                       | Alexandra             | Daniela C.            | Luis                     | Gabrieli               |                     | Daniela C.            | Jhonatan               | —                   | Gabrieli                 | Gabrieli        | Gabrieli                |  |  |  |  |  |  |  |  |  |  |  |  |  |  |  |  |  |  |  |  |  |  |  |  |  |  |  |  |  |  |  |  |  |  |  |  |  |  |  |  |  |  |  |  |  |  |  |  |  |
| Fabio                | Shirley                | Azzartt                 | Camila               | Valentina                | Pamela                | —                       | Maximiliano               | Nicole                | Pamela                | Angélica              | Alexandra                | Nicolás                | Luis                | Alexandra             | —                      | Alexandra           | Alexandra                | Alexandra       | Alexandra               |  |  |  |  |  |  |  |  |  |  |  |  |  |  |  |  |  |  |  |  |  |  |  |  |  |  |  |  |  |  |  |  |  |  |  |  |  |  |  |  |  |  |  |  |  |  |  |  |  |
| Gabrieli             |                        |                         |                      |                          |                       |                         |                           |                       |                       |                       |                          | Alexandra              | Alexandra           | Alexandra             | Jhonatan               | —                   | Alexandra                | Alexandra       | Alexandra               |  |  |  |  |  |  |  |  |  |  |  |  |  |  |  |  |  |  |  |  |  |  |  |  |  |  |  |  |  |  |  |  |  |  |  |  |  |  |  |  |  |  |  |  |  |  |  |  |  |
| Luis                 | Valentina              | Azzartt                 | Simón                | Valentina                | Pamela                | Junior                  | —                         | Fabio                 | Pamela                | Arturo                | Daniela C.               | Nicolás                | Daniela C.          | Junior                | Jhonatan               | —                   | Gabrieli                 | Gabrieli        | Gabrieli                |  |  |  |  |  |  |  |  |  |  |  |  |  |  |  |  |  |  |  |  |  |  |  |  |  |  |  |  |  |  |  |  |  |  |  |  |  |  |  |  |  |  |  |  |  |  |  |  |  |
| Miguelito            | Shirley                | Junior                  | Alexandra            | Alexandra                | Alexandra             | —                       | Maximiliano               | Nicole                | Botota                | Angélica              | Alexandra                | Alexandra              | Botota              | Junior                | —                      | Alexandra           | Alexandra                | Alexandra       | Alexandra               |  |  |  |  |  |  |  |  |  |  |  |  |  |  |  |  |  |  |  |  |  |  |  |  |  |  |  |  |  |  |  |  |  |  |  |  |  |  |  |  |  |  |  |  |  |  |  |  |  |
| Nicolás              |                        |                         |                      |                          |                       |                         |                           | Fabio                 | Angélica              | Arturo                | Alexandra                | Jhonatan               | Shirley             | Junior                | —                      | Fabio               | Gabrieli                 | Gabrieli        | Gabrieli                |  |  |  |  |  |  |  |  |  |  |  |  |  |  |  |  |  |  |  |  |  |  |  |  |  |  |  |  |  |  |  |  |  |  |  |  |  |  |  |  |  |  |  |  |  |  |  |  |  |
| Pamela               | Shirley                | Junior                  | Camila               | Camila                   | Junior                | —                       | Maximiliano               | Nicole                | Luis                  |                       |                          |                        |                     | Junior                | —                      | Fabio               | Alexandra                | Alexandra       | Alexandra               |  |  |  |  |  |  |  |  |  |  |  |  |  |  |  |  |  |  |  |  |  |  |  |  |  |  |  |  |  |  |  |  |  |  |  |  |  |  |  |  |  |  |  |  |  |  |  |  |  |
| Shirley              | Valentina              | Azzartt                 | Simón                | Valentina                | Junior                | Luis                    | —                         |                       |                       | Daniela C.            | Alexandra                | Nicolás                | Luis                | Junior                | Jhonatan               | —                   | Alexandra                | Alexandra       | Alexandra               |  |  |  |  |  |  |  |  |  |  |  |  |  |  |  |  |  |  |  |  |  |  |  |  |  |  |  |  |  |  |  |  |  |  |  |  |  |  |  |  |  |  |  |  |  |  |  |  |  |
| Jhonatan             | Shirley                | Junior                  | Shirley              | Camila                   | Junior                | —                       | Maximiliano               | Nicole                | Botota                | Daniela C.            | Alexandra                | Botota                 | Shirley             | Junior                | Gabrieli               | —                   |                          |                 |                         |  |  |  |  |  |  |  |  |  |  |  |  |  |  |  |  |  |  |  |  |  |  |  |  |  |  |  |  |  |  |  |  |  |  |  |  |  |  |  |  |  |  |  |  |  |  |  |  |  |
| Daniela C.           | Shirley                | Azzartt                 | Alexandra            | Camila                   | Junior                | —                       | Maximiliano               | Luis                  | Alexandra             | Luis                  | Alexandra                | Jhonatan               | Shirley             | Luis                  | —                      | Alexandra           |                          |                 |                         |  |  |  |  |  |  |  |  |  |  |  |  |  |  |  |  |  |  |  |  |  |  |  |  |  |  |  |  |  |  |  |  |  |  |  |  |  |  |  |  |  |  |  |  |  |  |  |  |  |
| Junior               | Valentina              | Azzartt                 | Simón                | Valentina                | Pamela                | Luis                    | —                         | Francisca             | Pamela                | Arturo                | Luis                     | Jhonatan               | Luis                | Daniela C.            |                        |                     |                          |                 |                         |  |  |  |  |  |  |  |  |  |  |  |  |  |  |  |  |  |  |  |  |  |  |  |  |  |  |  |  |  |  |  |  |  |  |  |  |  |  |  |  |  |  |  |  |  |  |  |  |  |
| Valentina            | Shirley                | Azzartt                 | Alexandra            | Fabio                    | Junior                | —                       | Arturo                    | Nicole                | Angélica              | Arturo                | Alexandra                | Jhonatan               | Shirley             |                       |                        |                     |                          |                 |                         |  |  |  |  |  |  |  |  |  |  |  |  |  |  |  |  |  |  |  |  |  |  |  |  |  |  |  |  |  |  |  |  |  |  |  |  |  |  |  |  |  |  |  |  |  |  |  |  |  |
| Uriel                | Valentina              | Azzartt                 | Simón                | Valentina                | Junior                | Luis                    | —                         | Angélica              | Pamela                | Arturo                | Alexandra                | Nicolás                |                     |                       |                        |                     |                          |                 |                         |  |  |  |  |  |  |  |  |  |  |  |  |  |  |  |  |  |  |  |  |  |  |  |  |  |  |  |  |  |  |  |  |  |  |  |  |  |  |  |  |  |  |  |  |  |  |  |  |  |
| Francisca            |                        |                         |                      |                          |                       |                         |                           | Nicole                | Miguelito             | —                     | Jhonatan                 |                        |                     |                       |                        |                     |                          |                 |                         |  |  |  |  |  |  |  |  |  |  |  |  |  |  |  |  |  |  |  |  |  |  |  |  |  |  |  |  |  |  |  |  |  |  |  |  |  |  |  |  |  |  |  |  |  |  |  |  |  |
| Angélica             |                        |                         |                      |                          |                       | Uriel                   | —                         | Fabio                 | Botota                | Arturo                | —                        |                        |                     |                       |                        |                     |                          |                 |                         |  |  |  |  |  |  |  |  |  |  |  |  |  |  |  |  |  |  |  |  |  |  |  |  |  |  |  |  |  |  |  |  |  |  |  |  |  |  |  |  |  |  |  |  |  |  |  |  |  |
| Nicole               |                        |                         |                      |                          | Fabio                 | Luis                    | —                         | Fabio                 |                       |                       |                          |                        |                     |                       |                        |                     |                          |                 |                         |  |  |  |  |  |  |  |  |  |  |  |  |  |  |  |  |  |  |  |  |  |  |  |  |  |  |  |  |  |  |  |  |  |  |  |  |  |  |  |  |  |  |  |  |  |  |  |  |  |
| Maximiliano          |                        |                         | Alexandra            | Junior                   | Junior                | —                       | Arturo                    |                       |                       |                       |                          |                        |                     |                       |                        |                     |                          |                 |                         |  |  |  |  |  |  |  |  |  |  |  |  |  |  |  |  |  |  |  |  |  |  |  |  |  |  |  |  |  |  |  |  |  |  |  |  |  |  |  |  |  |  |  |  |  |  |  |  |  |
| Camila               | Valentina              | Azzartt                 | Maximiliano          | Valentina                | Junior                |                         |                           |                       |                       |                       |                          |                        |                     |                       |                        |                     |                          |                 |                         |  |  |  |  |  |  |  |  |  |  |  |  |  |  |  |  |  |  |  |  |  |  |  |  |  |  |  |  |  |  |  |  |  |  |  |  |  |  |  |  |  |  |  |  |  |  |  |  |  |
| Eva                  | Valentina              | Azzartt                 | Maximiliano          | Valentina                | —                     |                         |                           |                       |                       |                       |                          |                        |                     |                       |                        |                     |                          |                 |                         |  |  |  |  |  |  |  |  |  |  |  |  |  |  |  |  |  |  |  |  |  |  |  |  |  |  |  |  |  |  |  |  |  |  |  |  |  |  |  |  |  |  |  |  |  |  |  |  |  |
| Simón                | Shirley                | Junior                  | Alexandra            |                          |                       |                         |                           |                       |                       |                       |                          |                        |                     |                       |                        |                     |                          |                 |                         |  |  |  |  |  |  |  |  |  |  |  |  |  |  |  |  |  |  |  |  |  |  |  |  |  |  |  |  |  |  |  |  |  |  |  |  |  |  |  |  |  |  |  |  |  |  |  |  |  |
| Azzartt              | Shirley                | Junior                  |                      |                          |                       |                         |                           |                       |                       |                       |                          |                        |                     |                       |                        |                     |                          |                 |                         |  |  |  |  |  |  |  |  |  |  |  |  |  |  |  |  |  |  |  |  |  |  |  |  |  |  |  |  |  |  |  |  |  |  |  |  |  |  |  |  |  |  |  |  |  |  |  |  |  |
| Camilísima           | Valentina              |                         |                      |                          |                       |                         |                           |                       |                       |                       |                          |                        |                     |                       |                        |                     |                          |                 |                         |  |  |  |  |  |  |  |  |  |  |  |  |  |  |  |  |  |  |  |  |  |  |  |  |  |  |  |  |  |  |  |  |  |  |  |  |  |  |  |  |  |  |  |  |  |  |  |  |  |
| Nominado capitán     | Camilísima             | Pamela                  | Jhonatan             | Shirley                  | Shirley               | Nicole                  | Nicole                    | Arturo                | Jhonatan              | Alexandra             | Francisca                | Uriel                  | Valentina           | Nicolás               | Nicolás                | Daniela C.          | Arturo Shirley           | Arturo Shirley  | Arturo Shirley          |  |  |  |  |  |  |  |  |  |  |  |  |  |  |  |  |  |  |  |  |  |  |  |  |  |  |  |  |  |  |  |  |  |  |  |  |  |  |  |  |  |  |  |  |  |  |  |  |  |
| Nominado perdedores  | Camila                 | Simón                   | Fabio                | Botota                   | Camila                | Shirley                 | Shirley                   | Valentina             | Francisca             | Miguelito             | Shirley                  | Junior                 | Jhonatan            | Arturo                | Pamela                 | Pamela              | Daniela A. Luis          | Daniela A. Luis | Daniela A. Luis         |  |  |  |  |  |  |  |  |  |  |  |  |  |  |  |  |  |  |  |  |  |  |  |  |  |  |  |  |  |  |  |  |  |  |  |  |  |  |  |  |  |  |  |  |  |  |  |  |  |
| Nominado Cara a cara | Shirley con 8/16 votos | Azzartt con 11/16 votos | Simón con 6/16 votos | Valentina con 9/16 votos | Junior con 9/16 votos | Luis con 6/8 votos      | Maximiliano con 6/8 votos | Nicole con 7/16 votos | Pamela con 6/16 votos | Arturo con 8/15 votos | Alexandra con 8/14 votos | Nicolás con 6/15 votos | Luis con 5/13 votos | Junior con 7/14 votos | Jhonatan con 5/6 votos | Fabio con 4/7 votos | Alexandra con 6/11 votos |                 | Gabrieli con 5/11 votos |  |  |  |  |  |  |  |  |  |  |  |  |  |  |  |  |  |  |  |  |  |  |  |  |  |  |  |  |  |  |  |  |  |  |  |  |  |  |  |  |  |  |  |  |  |  |  |  |  |
| Nominado extra       |                        |                         |                      | Maximiliano              |                       | Fabio                   | Miguelito                 |                       |                       | Junior                |                          |                        |                     |                       |                        |                     |                          |                 |                         |  |  |  |  |  |  |  |  |  |  |  |  |  |  |  |  |  |  |  |  |  |  |  |  |  |  |  |  |  |  |  |  |  |  |  |  |  |  |  |  |  |  |  |  |  |  |  |  |  |
| Salvado/s            | Shirley                | Pamela                  | Fabio                | Maximiliano Shirley      | Junior                | Fabio Miguelito         | Fabio Miguelito           | Arturo                | Jhonatan              | Alexandra Miguelito   | Alexandra                | Nicolás                | Luis                | Arturo                | Pamela                 | Pamela              |                          |                 |                         |  |  |  |  |  |  |  |  |  |  |  |  |  |  |  |  |  |  |  |  |  |  |  |  |  |  |  |  |  |  |  |  |  |  |  |  |  |  |  |  |  |  |  |  |  |  |  |  |  |
| Duelistas            | Camilísima             | Simón                   | Jhonatan             | Botota                   | Shirley               | Nicole                  | Luis                      | Valentina             | Francisca             | Arturo                | Francisca                | Uriel                  | Valentina           | Nicolás               | Nicolás                | Jhonatan            | Arturo                   | Daniela A.      | Alexandra               |  |  |  |  |  |  |  |  |  |  |  |  |  |  |  |  |  |  |  |  |  |  |  |  |  |  |  |  |  |  |  |  |  |  |  |  |  |  |  |  |  |  |  |  |  |  |  |  |  |
| Duelistas            | Camila                 | Azzartt                 | Simón                | Valentina                | Camila                | Shirley                 | Maximiliano               | Nicole                | Pamela                | Junior                | Shirley                  | Junior                 | Jhonatan            | Junior                | Daniela C.             | Fabio               | Shirley                  | Luis            | Gabrieli                |  |  |  |  |  |  |  |  |  |  |  |  |  |  |  |  |  |  |  |  |  |  |  |  |  |  |  |  |  |  |  |  |  |  |  |  |  |  |  |  |  |  |  |  |  |  |  |  |  |
| Eliminado:           | Camilísima             | Azzartt                 | Simón                | Botota                   | Camila                | Shirley                 | Maximiliano               | Nicole                | Pamela                | Arturo                | Francisca                | Uriel                  | Valentina           | Junior                | Daniela C.             | Jhonatan            | Arturo                   | Sin eliminado   | Alexandra               |  |  |  |  |  |  |  |  |  |  |  |  |  |  |  |  |  |  |  |  |  |  |  |  |  |  |  |  |  |  |  |  |  |  |  |  |  |  |  |  |  |  |  |  |  |  |  |  |  |
| Abandonos:           |                        |                         |                      |                          | Eva                   |                         |                           |                       |                       |                       | Angélica                 | Daniela A.             |                     |                       |                        |                     |                          | Daniela A.      |                         |  |  |  |  |  |  |  |  |  |  |  |  |  |  |  |  |  |  |  |  |  |  |  |  |  |  |  |  |  |  |  |  |  |  |  |  |  |  |  |  |  |  |  |  |  |  |  |  |  |
| Notas:               | [ n 1 ]                |                         |                      | [ n 2 ]                  | [ n 3 ]               | [ n 4 ] [ n 5 ] [ n 6 ] | [ n 4 ] [ n 5 ] [ n 6 ]   |                       |                       | [ n 7 ] [ n 8 ]       | [ n 9 ]                  |                        |                     |                       | [ n 5 ]                | [ n 5 ]             | [ n 10 ]                 | [ n 10 ]        | [ n 10 ]                |  |  |  |  |  |  |  |  |  |  |  |  |  |  |  |  |  |  |  |  |  |  |  |  |  |  |  |  |  |  |  |  |  |  |  |  |  |  |  |  |  |  |  |  |  |  |  |  |  |
| Referencia:          | [ 78 ]                 | [ 79 ]                  | [ 80 ]               | [ 81 ]                   | [ 82 ]                | [ 83 ]                  | [ 83 ]                    | [ 84 ]                | [ 85 ]                | [ 86 ]                | [ 87 ]                   | [ 88 ]                 | [ 89 ]              | [ 90 ]                | [ 91 ]                 | [ 91 ]              | [ 92 ]                   | [ 92 ]          | [ 92 ]                  |  |  |  |  |  |  |  |  |  |  |  |  |  |  |  |  |  |  |  |  |  |  |  |  |  |  |  |  |  |  |  |  |  |  |  |  |  |  |  |  |  |  |  |  |  |  |  |  |  |

Notas
1. ↑  Tras un empate en la votación entre Shirley y Valentina, el capitán del equipo ganador (Fabio) tuvo que decidir a quien nominar. Él eligió a Shirley.
2. ↑  Debido a reiteradas transgresiones a las reglas del programa por el equipo verde, el capitán del mismo (Fabio) tuvo que nominar a un cuarto participante como sanción. Él eligió a Maximiliano.
3. ↑  Eva Gómez abandona en la respectiva semana, horas/días antes de la nominación en la cuál debía votar.
4. ↑  Debido a transgresiones a las reglas del programa, Fabio y Miguelito fueron sancionados mediante la nominación.
5. 1 2  Extraordinariamente, el «Cara a cara» de la semana tuvo a dos participantes nominados, uno de cada equipo. Asimismo, estos dos participantes no tuvieron la posibilidad de competir en la «Prueba de salvación».
6. ↑  Debido a una lesión y a la imposibilidad de concluir el duelo de eliminación, Shirley Arica se convirtió automáticamente en la perdedora de la competencia y, por consiguiente, en la eliminada de la semana.
7. ↑  Debido a comentarios discriminatorios en contra de Miguelito, Junior fue sancionado mediante la nominación.
8. ↑  Por motivos que se desconocen, Francisca no participó en la votación del «Cara a cara» en la correspondiente semana.
9. ↑  Angélica Sepúlveda abandona en la respectiva semana, horas/días antes de la nominación en la cuál debía votar.
10. ↑  Durante esta semana no se realizó la «Prueba de salvación».

## «Prueba de salvación»
Cada semana se enfrentan los tres o más participantes nominados en una competencia de salvación, el ganador quedará exento del duelo de eliminación.
| Semana | Nominados            | Nominados             | Nominados            | Nominados              | Tipo de competencia       | Salvado/s                         | Ref.    |
| ------ | -------------------- | --------------------- | -------------------- | ---------------------- | ------------------------- | --------------------------------- | ------- |
| 1      | Camila Campos        | Camila Arismendi      | Shirley Arica        |                        | Agilidad y habilidad      | Shirley Arica                     | [ 93 ]  |
| 2      | Pamela Díaz          | Simón de la Costa     | Azzartt Maveth       | Pamela Díaz            | Agilidad y habilidad      | [ 94 ]                            |         |
| 3      | Jhonatan Mujica      | Fabio Agostini        | Simón de la Costa    | Agilidad y equilibrio  | Fabio Agostini            | [ 95 ]                            |         |
| 4      | Shirley Arica        | José Miguel Navarrete | Valentina Torres     | Maximiliano Cabezón    | Habilidad y concentración | Maximiliano Cabezón Shirley Arica | [ 96 ]  |
| 5      | Shirley Arica        | Camila Arismendi      | José Luis Concha     |                        | Habilidad                 | José Luis Concha                  | [ 97 ]  |
| 6      | Nicole Block         | Shirley Arica         | Fabio Agostini       | Miguelito              | Agilidad                  | Fabio Agostini Miguelito          | [ 98 ]  |
| 7      | Arturo Longton       | Valentina Torres      | Nicole Block         |                        | Fuerza y agilidad         | Arturo Longton                    | [ 99 ]  |
| 8      | Jhonatan Mujica      | Francisca Undurraga   | Pamela Díaz          | Agilidad y resistencia | Jhonatan Mujica           | [ 100 ]                           |         |
| 9      | Alexandra Méndez     | Miguelito             | Arturo Longton       | José Luis Concha       | Agilidad y equilibrio     | Alexandra Méndez Miguelito        | [ 101 ] |
| 10     | Francisca Undurraga  | Shirley Arica         | Alexandra Méndez     |                        | Resistencia               | Alexandra Méndez                  | [ 102 ] |
| 11     | Uriel Romero         | José Luis Concha      | Nicolás Solabarrieta | Fuerza y equilibrio    | Nicolás Solabarrieta      | [ 103 ]                           |         |
| 12     | Valentina Torres     | Jhonatan Mujica       | Luis Mateucci        | Agilidad               | Luis Mateucci             | [ 104 ]                           |         |
| 13     | Nicolás Solabarrieta | Arturo Longton        | José Luis Concha     | Agilidad               | Arturo Longton            | [ 105 ]                           |         |
| 14     | Nicolás Solabarrieta | Daniela Castro        | Pamela Díaz          | Agilidad               | Pamela Díaz               | [ 106 ]                           |         |

## Resultados
"Tierra brava" se basa prácticamente en competencias en las cuales se prueba a los participantes en fuerza, velocidad, habilidad, equilibrio, etc. Para hacer pruebas de estas, se conforman dos equipos, identificados con un nombre y un color, y se baten en competencias para no eliminar a uno de sus integrantes y permanecer en la habitación VIP.

### Competencia por equipos
| Semana | Habitación VIP    | Habitación Establo | Nominado capitán | Nominado perdedores | Nominado Cara a cara | Nominado extra | Tipo de duelo | Eliminado   | Ref.    |
| ------ | ----------------- | ------------------ | ---------------- | ------------------- | -------------------- | -------------- | ------------- | ----------- | ------- |
| 1      | Pequeños Gigantes | Puro Fuego         | Camilísima       | Camila              | Shirley              |                | Agilidad      | Camilísima  | [ 107 ] |
| 2      | Puro Fuego        | Pequeños Gigantes  | Pamela           | Simón               | Azzartt              | Habilidad      | Azzartt       | [ 108 ]     |         |
| 3      | Puro Fuego        | Pequeños Gigantes  | Jhonatan         | Fabio               | Simón                | Agilidad       | Simón         | [ 109 ]     |         |
| 4      | Pequeños Gigantes | Puro Fuego         | Shirley          | Botota              | Valentina            | Maximiliano    | Resistencia   | Botota      | [ 110 ] |
| 5      | Pequeños Gigantes | Puro Fuego         | Shirley          | Camila              | Junior               |                | Habilidad     | Camila      | [ 111 ] |
| 6      | Pequeños Gigantes | Puro Fuego         | Nicole           | Shirley             | Luis                 | Fabio          | Agilidad      | Shirley     | [ 112 ] |
| 6      | Pequeños Gigantes | Puro Fuego         | Nicole           | Shirley             | Maximiliano          | Miguelito      | Agilidad      | Maximiliano | [ 112 ] |
| 7      | Puro Fuego        | Pequeños Gigantes  | Arturo           | Valentina           | Nicole               |                | Habilidad     | Nicole      | [ 113 ] |
| 8      | Puro Fuego        | Pequeños Gigantes  | Jhonatan         | Francisca           | Pamela               | Agilidad       | Pamela        | [ 114 ]     |         |
| 9      | Linterna Verde    | Espartanos         | Alexandra        | Miguelito           | Arturo               | Junior         | Fuerza        | Arturo      | [ 115 ] |
| 10     | Espartanos        | Linterna Verde     | Francisca        | Shirley             | Alexandra            |                | Agilidad      | Francisca   | [ 116 ] |
| 11     | Espartanos        | Linterna Verde     | Uriel            | Junior              | Nicolás              | Agilidad       | Uriel         | [ 117 ]     |         |
| 12     | Espartanos        | Linterna Verde     | Valentina        | Jhonatan            | Luis                 | Habilidad      | Valentina     | [ 118 ]     |         |
| 13     | Linterna Verde    | Espartanos         | Nicolás          | Arturo              | Junior               | Fuerza         | Junior        | [ 119 ]     |         |
| 14     | Linterna Verde    | Espartanos         | Nicolás          | Pamela              | Jhonatan             | Agilidad       | Daniela C.    | [ 120 ]     |         |
| 14     | Linterna Verde    | Espartanos         | Daniela C.       | Pamela              | Fabio                | Agilidad       | Jhonatan      | [ 120 ]     |         |
| 15     | Espartanos        | Linterna Verde     | Arturo           | Daniela A.          | Alexandra            | Equilibrio     | Arturo        | [ 121 ]     |         |
| 15     | Espartanos        | Linterna Verde     | Shirley          | Luis                | Gabrieli             | Sin duelo      | Sin duelo     | [ 121 ]     |         |
| 15     | Espartanos        | Linterna Verde     | Shirley          | Luis                | Gabrieli             | Fuerza         | Alexandra     | [ 121 ]     |         |

Notas
1. ↑  Daniela Aránguiz decidió no competir en el duelo de eliminación, abandonando la competencia. Como consecuencia de ello, se declaró a Luis Mateucci como ganador de la instancia.

     El participante gana la prueba de salvación, por ende se salva y no enfrenta el duelo de eliminación.

### Competencia individual
A partir de la semana 16 se dio inicio a la competencia individual con los ocho participantes que seguían en el programa. En ese contexto, aquellos se enfrentaron en cuatro duelos de eliminación. Los cuatro ganadores automáticamente se convertieron en los semifinalistas.
| Semana | Primer nominado      | Segundo nominado | Tipo de duelo | Eliminado | Nota  | Ref.    |
| ------ | -------------------- | ---------------- | ------------- | --------- | ----- | ------- |
| 16     | Pamela Díaz          | Shirley Arica    | Habilidad     | Pamela    | [ a ] | [ 123 ] |
| 16     | Fabio Agostini       | Botota Fox       | Agilidad      | Botota    | [ b ] | [ 124 ] |
| 16     | Nicolás Solabarrieta | Miguelito        | Destreza      | Miguelito | [ c ] | [ 125 ] |
| 16     | Gabrieli Moreira     | Luis Mateucci    | Resistencia   | Gabrieli  |       | [ 51 ]  |

Notas
1. ↑  Pamela Díaz, al ser la participante favorita del público (38.84%), tuvo la oportunidad de elegir a la persona con quien quisiese enfrentarse en el duelo de eliminación. Ella eligió a Shirley Arica.
2. ↑  Fabio Agostini, al ser el segundo participante favorito del público (21.37%), tuvo la oportunidad de elegir a la persona con quien quisiese enfrentarse en el duelo de eliminación. Él eligió a Botota Fox.
3. ↑  Nicolás Solabarrieta, al ser el tercer participante favorito del público (16.60%), tuvo la oportunidad de elegir a la persona con quien quisiese enfrentarse en el duelo de eliminación. Él eligió a Miguelito.

### Gran final
La Gran final se transmitió en directo desde el sector de Lima, Perú, el día domingo 21 de abril de 2024, obteniendo el ganador, Fabio Agostini, $25.000.000 millones de pesos chilenos.
| Parejas         | Semifinalistas       | Tipo de competencia            | Finalistas     | Tipo de duelo                   | Ganador        |
| --------------- | -------------------- | ------------------------------ | -------------- | ------------------------------- | -------------- |
| Pareja Número 1 | Fabio Agostini       | Agilidad, fuerza y resistencia | Fabio Agostini | Fuerza, habilidad y resistencia | Fabio Agostini |
| Pareja Número 1 | Shirley Arica        | Agilidad, fuerza y resistencia | Fabio Agostini | Fuerza, habilidad y resistencia | Fabio Agostini |
| Pareja Número 2 | Luis Mateucci        | Agilidad, fuerza y resistencia | Luis Mateucci  | Fuerza, habilidad y resistencia | Fabio Agostini |
| Pareja Número 2 | Nicolás Solabarrieta | Agilidad, fuerza y resistencia | Luis Mateucci  | Fuerza, habilidad y resistencia | Fabio Agostini |

## Recepción
En su primera semana, el programa conducido por Sergio Lagos y Karla Constant, coronó el horario prime al registrar un promedio de 12.8 puntos en su quinto episodio, consolidándose como líder absoluto en la franja horaria.
El éxito trascendió las fronteras de la transmisión convencional, expandiéndose a las plataformas digitales. La presencia en 13.cl, 13Go y YouTube se tradujo en 371.991 visualizaciones para el quinto episodio, reafirmando el estatus del Canal 13 como referente en consumo web de entretenimiento. No obstante, el fenómeno no se limitó a su estreno. Dos meses después, Tierra brava escaló a nuevas alturas al convertirse en el reality más visto del año 2023 en la televisión chilena. Con un promedio de sintonía de 13.4 puntos en 'súper cadena' y 6.2 puntos en rating comercial, el programa redefinió los estándares de éxito. La combinación de una dinámica temática, un elenco diverso y una producción de alta calidad catapultó a Canal 13 a la cúspide del género reality.
Los números cuentan la historia de su supremacía. Entre el 1 de octubre y el 3 de diciembre, Tierra brava lideró consistentemente con un promedio de 11.2 puntos en la señal principal de Canal 13, superando a sus competidores directos, entre los que se encontraba Gran hermano. En plataformas digitales, el impacto fue abrumador, acumulando más de 42 millones de reproducciones en YouTube, demostrando una presencia poderosa en reacts, capítulos completos y momentos destacados.
El triunfo en la audiencia no se limitó únicamente a la televisión convencional, sino que se amplificó en las redes sociales y en espacios complementarios creados en torno al programa. Desde "React Pepsi" hasta "La Cosecha" (ambos programas virtuales transmitidos por Youtube), Tierra brava ha construido una narrativa multimedia, consolidando su dominio como el reality show más exitoso y visualizado de la TV chilena en 2023. De esta forma, el legado de Tierra brava ha trascendido la pantalla, estableciendo nuevos paradigmas en el consumo de entretenimiento digital y afirmando su lugar como un fenómeno cultural en la industria televisiva de Chile.
El día jueves 28 de diciembre de 2023, el programa llegó a tener un promedio de 17,4 puntos de rating hogar en televisión entre las 22:29 y las 00:22 horas y un peak de 21,5 puntos a las 23:36 horas. Esta cifra es sumando la audiencia de la señal abierta de Canal 13 más la del canal Tierra Brava Extendida que va por los cableoperadores VTR y Claro, como una “Súper cadena”. Con esas cifras, el episodio centrado en el sorpresivo cambio de los equipos en competencia en el reality, se convirtió en el más visto del espacio de telerrealidad durante 2023.
El día 1 de abril de 2024, tras cumplirse seis meses al aire, Canal 13 publicó que, en materia de rating hogar en televisión, desde el 1 de octubre de 2023 y hasta la fecha de publicación de las estadísticas, el espacio de telerrealidad acumulaba un promedio de 11,7 puntos en la pantalla abierta de Canal 13 y de 13,7 unidades con “Súper cadena”, que incluye al canal Tierra Brava Extendida de VTR y Claro.
El día 21 de abril de 2024 se transmitió la Gran final del programa. En dicha instancia, la final de Tierra brava, que vio al español Fabio Agostini coronarse como triunfador, logró promediar 17.0 puntos de rating hogar con un peak de 23.3, cifra que implica la audiencia de la señal abierta de Canal 13 más la de los cableoperadores VTR y Claro, como una "Súper cadena". Respecto a la señal principal de Canal 13, entre las 20:59 y las 23:10 horas la final del programa tuvo una media definitiva de 15.1 unidades con un peak de 19.8 puntos a las 23:05 horas, versus 10.6 de Mega, 7.6 de Chilevisión y 4.3 de TVN en ese horario.
En la siguiente tabla se muestra una lista con los números de audiencia obtenidos del programa emisión por emisión, según la empresa Kantar Ibope Media.
| 1  | 1   | Domingo   | 1 de octubre    | Presentación del programa Competencia por equipos Nominación del capitán | 22:15 - 00:50         | 14,0                  | Primero               | [ 134 ] |
| 1  | 2   | Lunes     | 2 de octubre    | Ingresa Alexandra y Daniela C. Competencia individual                    | 22:17 - 00:34         | 12,3                  | Quinto                | [ 135 ] |
| 1  | 3   | Martes    | 3 de octubre    | Cara a cara                                                              | 22:17 - 00:51         | 11,8                  | Sexto                 | [ 136 ] |
| 1  | 4   | Miércoles | 4 de octubre    | Prueba de salvación                                                      | 22:18 - 00:30         | 11,6                  | Quinto                | [ 137 ] |
| 1  | 5   | Jueves    | 5 de octubre    | Eliminación de Camilísima                                                | 22:16 - 00:33         | 11,9                  | Quinto                | [ 138 ] |
| 2  | 6   | Domingo   | 8 de octubre    | Ingresa Botota Competencia por equipos Nominación del capitán            | 22:13 - 00:23         | 11,3                  | Primero               | [ 139 ] |
| 2  | 7   | Lunes     | 9 de octubre    | Competencia individual                                                   | 22:24 - 00:25         | 11,5                  | Tercero               | [ 140 ] |
| 2  | 8   | Martes    | 10 de octubre   | Cara a cara                                                              | 22:25 - 00:42         | 11,5                  | Séptimo               | [ 141 ] |
| 2  | 9   | Miércoles | 11 de octubre   | Prueba de salvación                                                      | 22:26 - 00:43         | 13,0                  | Cuarto                | [ 142 ] |
| 2  | 10  | Jueves    | 12 de octubre   | Eliminación de Azzartt                                                   | 22:53 - 01:05         | 11,4                  | Sexto                 | [ 143 ] |
| 3  | 11  | Domingo   | 15 de octubre   | Competencia por equipos Nominación del capitán                           | 22:26 - 00:37         | 12,3                  | Primero               | [ 144 ] |
| 3  | 12  | Lunes     | 16 de octubre   | Ingresa Maximiliano Competencia individual                               | 22:25 - 00:40         | 12,4                  | Quinto                | [ 145 ] |
| 3  | 13  | Martes    | 17 de octubre   | Sin competencias                                                         | 22:53 - 01:06         | 12,0                  | Décimo                | [ 146 ] |
| 3  | 14  | Miércoles | 18 de octubre   | Cara a cara                                                              | 22:28 - 00:47         | 12,1                  | Séptimo               | [ 147 ] |
| 3  | 15  | Jueves    | 19 de octubre   | Prueba de salvación                                                      | 22:29 - 00:37         | 12,2                  | Quinto                | [ 148 ] |
| 4  | 16  | Domingo   | 22 de octubre   | Sin competencias                                                         | 22:57 - 01:14         | 11,3                  | Segundo               | [ 149 ] |
| 4  | 17  | Lunes     | 23 de octubre   | Eliminación de Simón                                                     | 22:35 - 00:46         | 11,0                  | Séptimo               | [ 150 ] |
| 4  | 18  | Martes    | 24 de octubre   | Ingresa Arturo Competencia por equipos Nominación del capitán            | 22:38 - 00:48         | 10,6                  | Séptimo               | [ 151 ] |
| 4  | 19  | Miércoles | 25 de octubre   | Sin competencias                                                         | 22:46 - 00:56         | 10,6                  | Séptimo               | [ 152 ] |
| 4  | 20  | Jueves    | 26 de octubre   | Competencia individual                                                   | 22:28 - 00:36         | 10,7                  | Quinto                | [ 153 ] |
| 5  | 21  | Domingo   | 29 de octubre   | Sin competencias                                                         | 22:53 - 00:58         | 10,7                  | Cuarto                | [ 154 ] |
| 5  | 22  | Lunes     | 30 de octubre   | Cara a cara                                                              | 22:27 - 00:31         | 10,2                  | Octavo                | [ 155 ] |
| 5  | 23  | Martes    | 31 de octubre   | Nominación extra Prueba de salvación                                     | 22:43 - 00:44         | 9,7                   | Noveno                | [ 156 ] |
| 5  | 24  | Miércoles | 1 de noviembre  | Sin competencias                                                         | 22:26 - 00:29         | 9,6                   | Décimo                | [ 157 ] |
| 5  | 25  | Jueves    | 2 de noviembre  | Eliminación de Botota                                                    | 22:49 - 00:59         | 11,2                  | Séptimo               | [ 158 ] |
| 6  | 26  | Domingo   | 5 de noviembre  | Ingresa Nicole Competencia por equipos Nominación del capitán            | 22:44 - 00:58         | 12,5                  | Primero               | [ 159 ] |
| 6  | 27  | Lunes     | 6 de noviembre  | Sin competencias                                                         | 22:26 - 00:39         | 10,3                  | Noveno                | [ 160 ] |
| 6  | 28  | Martes    | 7 de noviembre  | Abandona Eva Competencia individual Reingresa Botota                     | 22:26 - 00:38         | 11,0                  | Sexto                 | [ 161 ] |
| 6  | 29  | Miércoles | 8 de noviembre  | Sin competencias                                                         | 22:28 - 00:39         | 11,3                  | Quinto                | [ 162 ] |
| 6  | 30  | Jueves    | 9 de noviembre  | Cara a cara                                                              | 22:27 - 00:50         | 9,6                   | Octavo                | [ 163 ] |
| 7  | 31  | Domingo   | 12 de noviembre | Prueba de salvación                                                      | 22:24 - 00:29         | 11,4                  | Primero               | [ 164 ] |
| 7  | 32  | Lunes     | 13 de noviembre | Sin competencias                                                         | 22:25 - 00:31         | 11,9                  | Cuarto                | [ 165 ] |
| 7  | 33  | Martes    | 14 de noviembre | Eliminación de Camila Ingresa Angélica                                   | 22:29 - 00:36         | 10,1                  | Octavo                | [ 166 ] |
| 7  | 34  | Miércoles | 15 de noviembre | Competencia por equipos Nominación extra Nominación del capitán          | 22:27 - 00:34         | 11,9                  | Quinto                | [ 167 ] |
| 7  | 35  | Jueves    | 16 de noviembre | Sin competencias                                                         | 23:32 - 01:00         | 10,2                  | Noveno                | [ 168 ] |
| 8  | 36  | Domingo   | 19 de noviembre | Competencia individual                                                   | 22:38 - 00:49         | 9,3                   | Octavo                | [ 169 ] |
| 8  | 37  | Lunes     | 20 de noviembre | Sin competencias                                                         | No entra en el Top 10 | No entra en el Top 10 | No entra en el Top 10 | [ 170 ] |
| 8  | 38  | Martes    | 21 de noviembre | Sin competencias                                                         | 22:29 - 00:35         | 12,1                  | Quinto                | [ 171 ] |
| 8  | 39  | Miércoles | 22 de noviembre | Cara a cara                                                              | 22:26 - 00:35         | 10,6                  | Noveno                | [ 172 ] |
| 8  | 40  | Jueves    | 23 de noviembre | Prueba de salvación                                                      | 22:21 - 00:41         | 10,3                  | Octavo                | [ 173 ] |
| 9  | 41  | Domingo   | 26 de noviembre | Sin competencias                                                         | 22:54 - 00:55         | 9,5                   | Quinto                | [ 174 ] |
| 9  | 42  | Lunes     | 27 de noviembre | Eliminación de Shirley Eliminación de Maximiliano Ingresa Nicolás        | 22:25 - 00:28         | 10,7                  | Décimo                | [ 175 ] |
| 9  | 43  | Martes    | 28 de noviembre | Competencia por equipos Nominación del capitán                           | No entra en el Top 10 | No entra en el Top 10 | No entra en el Top 10 | [ 176 ] |
| 9  | 44  | Miércoles | 29 de noviembre | Sin competencias                                                         | 22:44 - 00:52         | 10,9                  | Octavo                | [ 177 ] |
| 9  | 45  | Jueves    | 30 de noviembre | Competencia individual                                                   | 22:27 - 00:32         | 11,0                  | Octavo                | [ 178 ] |
| 10 | 46  | Domingo   | 3 de diciembre  | Sin competencias                                                         | 22:17 - 00:22         | 9,9                   | Quinto                | [ 179 ] |
| 10 | 47  | Lunes     | 4 de diciembre  | Ingresa Francisca                                                        | 22:22 - 00:29         | 12,9                  | Sexto                 | [ 180 ] |
| 10 | 48  | Martes    | 5 de diciembre  | Cara a cara                                                              | 22:28 - 00:35         | 11,4                  | Séptimo               | [ 181 ] |
| 10 | 49  | Miércoles | 6 de diciembre  | Prueba de salvación                                                      | 22:27 - 00:31         | 11,3                  | Séptimo               | [ 182 ] |
| 10 | 50  | Jueves    | 7 de diciembre  | Sin competencias                                                         | 22:30 - 00:36         | 10,3                  | Noveno                | [ 183 ] |
| 11 | 51  | Domingo   | 10 de diciembre | Ingresa Canelo                                                           | 22:26 - 00:44         | 12,4                  | Tercero               | [ 184 ] |
| 11 | 52  | Lunes     | 11 de diciembre | Eliminación de Nicole                                                    | 22:26 - 00:38         | 11,3                  | Séptimo               | [ 185 ] |
| 11 | 53  | Martes    | 12 de diciembre | Competencia por equipos Nominación del capitán                           | 22:27 - 00:42         | 14,2                  | Tercero               | [ 186 ] |
| 11 | 54  | Miércoles | 13 de diciembre | Sin competencias                                                         | 22:26 - 00:44         | 13,0                  | Quinto                | [ 187 ] |
| 11 | 55  | Jueves    | 14 de diciembre | Ingresa Daniela A.                                                       | 22:29 - 00:43         | 14,6                  | Tercero               | [ 188 ] |
| 12 | 56  | Lunes     | 18 de diciembre | Competencia individual                                                   | 22:24 - 00:39         | 12,9                  | Segundo               | [ 189 ] |
| 12 | 57  | Martes    | 19 de diciembre | Sin competencias                                                         | 22:25 - 00:42         | 11,4                  | Sexto                 | [ 190 ] |
| 12 | 58  | Miércoles | 20 de diciembre | Cara a cara (Parte 1)                                                    | 22:20 - 00:38         | 13,8                  | Segundo               | [ 191 ] |
| 12 | 59  | Jueves    | 21 de diciembre | Cara a cara (Parte 2)                                                    | 22:43 - 00:53         | 12,5                  | Segundo               | [ 192 ] |
| 13 | 60  | Lunes     | 25 de diciembre | Prueba de salvación                                                      | 22:19 - 00:17         | 11,3                  | Primero               | [ 193 ] |
| 13 | 61  | Martes    | 26 de diciembre | Sin competencias                                                         | 22:19 - 00:24         | 13,3                  | Primero               | [ 194 ] |
| 13 | 62  | Miércoles | 27 de diciembre | Eliminación de Pamela                                                    | 22:19 - 00:20         | 12,5                  | Cuarto                | [ 195 ] |
| 13 | 63  | Jueves    | 28 de diciembre | Nominación extra Cambio de equipos                                       | 22:20 - 00:21         | 15,0                  | Segundo               | [ 196 ] |
| 14 | 64  | Lunes     | 1 de enero      | Competencia por equipos Nominación del capitán                           | 22:18 - 00:07         | 9,7                   | Tercero               | [ 197 ] |
| 14 | 65  | Martes    | 2 de enero      | Reingresa Shirley Competencia individual                                 | 22:20 - 00:15         | 11,9                  | Quinto                | [ 198 ] |
| 14 | 66  | Miércoles | 3 de enero      | Sin competencias                                                         | 22:22 - 00:21         | 11,1                  | Quinto                | [ 199 ] |
| 14 | 67  | Jueves    | 4 de enero      | Sin competencias                                                         | 22:17 - 00:19         | 11,9                  | Quinto                | [ 200 ] |
| 15 | 68  | Domingo   | 7 de enero      | Cara a cara                                                              | 22:19 - 00:24         | 12,3                  | Primero               | [ 201 ] |
| 15 | 69  | Lunes     | 8 de enero      | Sin competencias                                                         | 22:22 - 00:18         | 11,1                  | Quinto                | [ 202 ] |
| 15 | 70  | Martes    | 9 de enero      | Prueba de salvación                                                      | 22:22 - 00:17         | 14,2                  | Tercero               | [ 203 ] |
| 15 | 71  | Miércoles | 10 de enero     | Sin competencias                                                         | 22:28 - 00:21         | 12,9                  | Quinto                | [ 204 ] |
| 15 | 72  | Jueves    | 11 de enero     | Eliminación de Arturo                                                    | 22:27 - 00:30         | 11,8                  | Quinto                | [ 205 ] |
| 16 | 73  | Domingo   | 14 de enero     | Competencia por equipos Nominación del capitán                           | 22:19 - 00:55         | 12,4                  | Primero               | [ 206 ] |
| 16 | 74  | Lunes     | 15 de enero     | Competencia individual                                                   | 22:23 - 00:51         | 11,3                  | Quinto                | [ 207 ] |
| 16 | 75  | Martes    | 16 de enero     | Sin competencias                                                         | 22:21 - 00:37         | 13,3                  | Primero               | [ 208 ] |
| 16 | 76  | Miércoles | 17 de enero     | Abandona Angélica                                                        | 22:23 - 00:34         | 13,7                  | Cuarto                | [ 209 ] |
| 16 | 77  | Jueves    | 18 de enero     | Cara a cara                                                              | 22:23 - 00:39         | 10,4                  | Sexto                 | [ 210 ] |
| 17 | 78  | Domingo   | 21 de enero     | Prueba de salvación                                                      | 22:23 - 00:27         | 11,0                  | Segundo               | [ 211 ] |
| 17 | 79  | Lunes     | 22 de enero     | Sin competencias                                                         | 22:24 - 00:31         | 12,1                  | Quinto                | [ 212 ] |
| 17 | 80  | Martes    | 23 de enero     | Eliminación de Francisca Reingresa Arturo                                | 22:22 - 00:35         | 12,2                  | Cuarto                | [ 213 ] |
| 17 | 81  | Miércoles | 24 de enero     | Competencia por equipos Nominación del capitán Ingresa Gabrieli          | 22:23 - 00:31         | 14,5                  | Primero               | [ 214 ] |
| 17 | 82  | Jueves    | 25 de enero     | Sin competencias                                                         | 22:22 - 00:35         | 12,4                  | Tercero               | [ 215 ] |
| 18 | 83  | Domingo   | 28 de enero     | Competencia individual                                                   | 22:31 - 00:30         | 10,4                  | Segundo               | [ 216 ] |
| 18 | 84  | Lunes     | 29 de enero     | Sin competencias                                                         | 22:24 - 00:25         | 11,1                  | Quinto                | [ 217 ] |
| 18 | 85  | Martes    | 30 de enero     | Cara a cara                                                              | 22:18 - 00:37         | 12,6                  | Segundo               | [ 218 ] |
| 18 | 86  | Miércoles | 31 de enero     | Sin competencias                                                         | 22:21 - 00:31         | 12,1                  | Tercero               | [ 219 ] |
| 18 | 87  | Jueves    | 1 de febrero    | Prueba de salvación                                                      | 22:22 - 00:36         | 13,1                  | Primero               | [ 220 ] |
| 19 | 88  | Domingo   | 4 de febrero    | Abandona Daniela A.                                                      | 23:00 - 01:04         | 11,4                  | Primero               | [ 221 ] |
| 19 | 89  | Lunes     | 5 de febrero    | Sin competencias                                                         | 22:20 - 00:16         | 11,8                  | Quinto                | [ 222 ] |
| 19 | 90  | Miércoles | 7 de febrero    | Eliminación de Uriel                                                     | 22:20 - 00:24         | 10,9                  | Cuarto                | [ 223 ] |
| 19 | 91  | Jueves    | 8 de febrero    | Competencia por equipos Nominación del capitán                           | 22:20 - 00:23         | 11,9                  | Cuarto                | [ 224 ] |
| 20 | 92  | Domingo   | 11 de febrero   | Sin competencias                                                         | 22:14 - 00:16         | 9,8                   | Primero               | [ 225 ] |
| 20 | 93  | Lunes     | 12 de febrero   | Competencia individual                                                   | 22:18 - 00:19         | 9,7                   | Sexto                 | [ 226 ] |
| 20 | 94  | Martes    | 13 de febrero   | Sin competencias                                                         | 22:16 - 00:20         | 10,2                  | Sexto                 | [ 227 ] |
| 20 | 95  | Miércoles | 14 de febrero   | Cara a cara                                                              | 22:18 - 00:25         | 10,8                  | Quinto                | [ 228 ] |
| 20 | 96  | Jueves    | 15 de febrero   | Prueba de salvación                                                      | 22:19 - 00:42         | 11,8                  | Cuarto                | [ 229 ] |
| 21 | 97  | Domingo   | 18 de febrero   | Sin competencias                                                         | 22:17 - 00:30         | 10,3                  | Primero               | [ 230 ] |
| 21 | 98  | Lunes     | 19 de febrero   | Eliminación de Valentina                                                 | 22:19 - 00:29         | 12,3                  | Cuarto                | [ 231 ] |
| 21 | 99  | Martes    | 20 de febrero   | Competencia por equipos Nominación del capitán                           | 22:21 - 00:32         | 10,6                  | Quinto                | [ 232 ] |
| 21 | 100 | Miércoles | 21 de febrero   | Reingresa Daniela A.                                                     | 22:21 - 00:46         | 11,9                  | Quinto                | [ 233 ] |
| 21 | 101 | Jueves    | 22 de febrero   | Competencia individual                                                   | 22:26 - 00:51         | 12,5                  | Cuarto                | [ 234 ] |
| 22 | 102 | Domingo   | 3 de marzo      | Reingresa Pamela                                                         | 22:17 - 00:36         | 13,1                  | Primero               | [ 235 ] |
| 22 | 103 | Lunes     | 4 de marzo      | Cara a cara                                                              | 22:22 - 01:06         | 12,9                  | Tercero               | [ 236 ] |
| 22 | 104 | Martes    | 5 de marzo      | Sin competencias                                                         | 22:24 - 00:45         | 11,7                  | Quinto                | [ 237 ] |
| 22 | 105 | Miércoles | 6 de marzo      | Prueba de salvación                                                      | 22:35 - 00:49         | 13,9                  | Cuarto                | [ 238 ] |
| 22 | 106 | Jueves    | 7 de marzo      | Sin competencias                                                         | 22:22 - 00:31         | 12,2                  | Quinto                | [ 239 ] |
| 23 | 107 | Domingo   | 10 de marzo     | Eliminación de Junior                                                    | 22:18 - 23:55         | 10,6                  | Primero               | [ 240 ] |
| 23 | 108 | Lunes     | 11 de marzo     | Competencia por equipos (Parte 1)                                        | 22:26 - 00:02         | 12,9                  | Cuarto                | [ 241 ] |
| 23 | 109 | Martes    | 12 de marzo     | Competencia por equipos (Parte 2) Nominación del capitán                 | 22:24 - 00:05         | 13,4                  | Segundo               | [ 242 ] |
| 23 | 110 | Miércoles | 13 de marzo     | Sin competencias                                                         | 23:13 - 01:02         | 11,1                  | Sexto                 | [ 243 ] |
| 23 | 111 | Jueves    | 14 de marzo     | Competencia individual                                                   | 22:22 - 00:15         | 11,7                  | Quinto                | [ 244 ] |
| 24 | 112 | Domingo   | 17 de marzo     | Sin competencias                                                         | 22:19 - 00:22         | 10,8                  | Primero               | [ 245 ] |
| 24 | 113 | Lunes     | 18 de marzo     | Cara a cara Prueba de salvación                                          | 22:20 - 00:43         | 10,4                  | Sexto                 | [ 246 ] |
| 24 | 114 | Martes    | 19 de marzo     | Sin competencias                                                         | 22:27 - 00:40         | 11,2                  | Sexto                 | [ 247 ] |
| 24 | 115 | Miércoles | 20 de marzo     | Eliminación de Daniela C.                                                | 22:28 - 00:44         | 11,7                  | Quinto                | [ 248 ] |
| 24 | 116 | Jueves    | 21 de marzo     | Eliminación de Jhonatan Competencia por equipos                          | 22:24 - 00:47         | 12,1                  | Sexto                 | [ 249 ] |
| 25 | 117 | Domingo   | 24 de marzo     | Nominación del capitán                                                   | 22:15 - 00:28         | 13,7                  | Primero               | [ 250 ] |
| 25 | 118 | Lunes     | 25 de marzo     | Competencia individual Cara a cara                                       | 22:32 - 00:46         | 12,4                  | Cuarto                | [ 251 ] |
| 25 | 119 | Martes    | 26 de marzo     | Sin competencias                                                         | 22:31 - 00:42         | 12,6                  | Quinto                | [ 252 ] |
| 25 | 120 | Miércoles | 27 de marzo     | Eliminación de Arturo                                                    | 22:31 - 00:41         | 12,2                  | Cuarto                | [ 253 ] |
| 26 | 121 | Domingo   | 31 de marzo     | Abandona Daniela A.                                                      | 22:20 - 00:37         | 12,4                  | Primero               | [ 254 ] |
| 26 | 122 | Lunes     | 1 de abril      | Eliminación de Alexandra                                                 | 22:23 - 00:49         | 12,0                  | Cuarto                | [ 255 ] |
| 26 | 123 | Martes    | 2 de abril      | Sin competencias                                                         | 22:25 - 00:28         | 12,2                  | Quinto                | [ 256 ] |
| 26 | 124 | Miércoles | 3 de abril      | Eliminación de Pamela                                                    | 22:44 - 00:59         | 11,7                  | Quinto                | [ 257 ] |
| 26 | 125 | Jueves    | 4 de abril      | Sin competencias                                                         | 22:28 - 00:30         | 10,8                  | Sexto                 | [ 258 ] |
| 27 | 126 | Domingo   | 7 de abril      | Sin competencias                                                         | 22:19 - 00:12         | 11,2                  | Primero               | [ 259 ] |
| 27 | 127 | Lunes     | 8 de abril      | Sin competencias                                                         | 22:21 - 00:24         | 11,2                  | Sexto                 | [ 260 ] |
| 27 | 128 | Martes    | 9 de abril      | Eliminación de Botota                                                    | 22:31 - 00:25         | 11,3                  | Sexto                 | [ 261 ] |
| 27 | 129 | Miércoles | 10 de abril     | Eliminación de Miguelito                                                 | 22:23 - 00:20         | 9,7                   | Séptimo               | [ 262 ] |
| 27 | 130 | Jueves    | 11 de abril     | Sin competencias                                                         | 22:33 - 00:13         | 10,2                  | Séptimo               | [ 263 ] |
| 28 | 131 | Domingo   | 14 de abril     | Eliminación de Gabrieli                                                  | 22:27 - 00:23         | 12,2                  | Segundo               | [ 264 ] |
| 28 | 132 | Lunes     | 15 de abril     | Sin competencias                                                         | 22:30 - 00:20         | 8,8                   | Noveno                | [ 265 ] |
| 28 | 133 | Martes    | 16 de abril     | Sin competencias                                                         | No entra en el Top 10 | No entra en el Top 10 | No entra en el Top 10 | [ 266 ] |
| 28 | 134 | Miércoles | 17 de abril     | Sin competencias                                                         | 22:31 - 00:20         | 8,1                   | Décimo                | [ 267 ] |
| 28 | 135 | Jueves    | 18 de abril     | Semifinal I: Eliminación de Shirley Semifinal II: Eliminación de Nicolás | 22:32 - 00:16         | 10,7                  | Séptimo               | [ 268 ] |
| 29 | 136 | Domingo   | 21 de abril     | Gran final: Ganador Fabio                                                | 20:59 - 23:09         | 15,1                  | Segundo               | [ 269 ] |

     Episodio más visto.